# 尾留川正平
尾留川 正平（びるかわ しょうへい、1911年9月13日 - 1978年1月21日）は、日本の地理学者。専門分野は農業地理学。村落の開拓過程や農業地域形成論、地域調査論を主な研究テーマとした。学位は、理学博士（東京教育大学・論文博士・1953年）。筑波大学名誉教授。日本地理学会第14代会長。旧姓は原（はら）。

## 略歴
岐阜県吉城郡船津町（現・飛驒市）生まれ。1941年、東京文理科大学地学科地理学専攻卒。1951年、同助教授。1952年、東京教育大学助教授。1953年、「裏日本海岸砂丘の地理学的研究 開拓及び土地利用とその因子」で東京教育大学より理学博士の学位を取得。1965年、教授。1972年 - 1974年、日本地理学会会長。1973年、筑波大学教授。1975年、定年退官、名誉教授。1976年、立正大学教授。

## 経歴

### 戦前
1911年（明治44年）9月13日、岐阜県吉城郡船津町（現・飛驒市）に生まれる。生誕時の名字は原であった。飛驒の山中に生まれ育ち、山野を歩いて地理学的な見方の基礎を築いた。船津尋常高等小学校高等科を卒業後、岐阜県師範学校本科第一部に進み、1932年（昭和7年）に卒業する。同年、母校の船津尋常高等小学校訓導に着任するが、休職して東京高等師範学校へ進学する。1936年（昭和11年）に同校文科第4部を卒業、地理・歴史・修身・教育・公民科・体操の教員免許状（師範学校中学校高等女学校）を取得する。地理学と歴史学を修め、田中啓爾に師事した。
1936年（昭和11年）3月31日に秋田県師範学校教諭に着任、1939年（昭和14年）に休職するまで勤務する。秋田師範着任時点で将来的な東京文理科大学への進学を検討しており、青野壽郎に相談していた。この間、1938年（昭和13年）3月25日に婿養子として由利郡東滝沢村（現・由利本荘市）の尾留川隆子と結婚する。教諭として勤務する傍ら、小田内通敏の指導を仰ぎ秋田県を郷土学的に研究し、『綜合郷土研究―秋田県』を1939年（昭和14年）に発刊した。これは、鳥海山の麓を徹夜で踏破するなどの熱心なフィールドワークの成果である。
1941年（昭和16年）12月26日、東京文理科大学地学科地理学専攻を卒業し、東京府女子師範学校（現・東京学芸大学）と東京府立第二高等女学校（現・東京都立竹早高等学校）の兼任教諭となる。卒業論文は『綜合郷土研究』の執筆経験を生かして秋田県の子吉川流域の農業集落を扱った。この研究は都市と農村の連繋について言及されており、都市と農村の関係を分析する先駆的な業績でもあった。1943年（昭和18年）4月1日、東京府女子師範学校が東京第一師範学校となったことにより同校教諭となり、立正大学講師を兼務する。この頃、尾留川は都電丸山町駅付近（現・文京区千石）に居住していたが、1945年（昭和20年）4月の東京大空襲で自宅を焼失した。

### 大塚での教員時代
1948年（昭和23年）11月5日、母校・東京文理科大学の助手に採用され、1951年（昭和26年）2月28日に助教授に昇任する。助手時代は図書室の一角に衝立を置いて研究室としていた。1951年（昭和26年）12月1日から東京教育大学理学部助教授を兼任することとなり、1952年（昭和27年）8月16日に東京教育大学助教授を本務、東京文理科大学助教授を兼務に変更、以後1962年（昭和37年）まで兼務状態が続くこととなる。1953年（昭和28年）3月27日に「裏日本海岸砂丘の地理学的研究」を上梓、東京教育大学理学博士（第24号）の学位を取得する。この研究は、東北地方から北陸地方にかけての砂丘地帯の開拓過程について、気候や土壌などの自然要因と歴史や経済など人文要因の双方から分析したものであり、尾留川の研究の代表作の1つである。論文執筆のために常に研究室には砂の入った小瓶があり、粒度実験を繰り返した。
東京教育大学助教授時代は1957年（昭和32年）に琉球列島米国民政府統治下にあった琉球大学で3か月間招聘（しょうへい）教授を務めたほか、国際地理学連合では国際地理学会議組織委員会実務担当委員兼幹事・地理教育委員会委員・農業類型委員会委員を歴任、日本地理学会常任委員、日本学術会議地理学研究委員会委員、東京地学協会評議員、第11回太平洋学術会議組織委員会委員を務めた。また1963年（昭和38年）11月12日からほぼ1年かけてアメリカ合衆国、イギリス、トルコ、インド、マレーシア、中華民国など計20か国を飛び回った。
1965年（昭和40年）4月1日、東京教育大学理学部教授に昇任する。山梨大学・立正大学・金沢大学・東北大学・秋田大学で講師を務めたほか、茗渓会理事をはじめ東京教育大学関係の各種役員を経験、特に東京教育大学の筑波研究学園都市への移転推進派として活動し、計画立案を主導した。このため移転反対派からは深夜の電話攻撃を受けたが、妻が防いでいたという。学会関係では日本地理学会・人文地理学会・東北地理学会で役員を、日本国政府関係では教育課程審議会、自然公園審議会、学術審議会、ナショナルアトラス審議会、大学設置審議会などで委員を務めた。そして1972年（昭和47年）に日本地理学会会長に就任、2年間務めた。東京教育大学時代には服部銈二郎、高橋伸夫、斎藤功ら計9人に博士号を授与している。
この頃から静岡県下田市など伊豆半島南部を継続的に調査し、死後に山本正三との共著の形で成果が発表された。

### 晩年
1973年（昭和48年）11月1日、筑波大学地球科学系教授となり、同年11月29日から東京教育大学教授を併任することになる。筑波移転後も新大学の構想策定や修士課程設置の審議、教育大の跡地利用などを検討する役員を務め、大学の方向性を定めることに尽力した。1975年（昭和50年）に筑波大学を定年退官し、同学の名誉教授第1号となった。1973年（昭和48年）7月には妻に先立たれ、病気を患いがちとなり、周囲に多くを語らなかったものの淋しさと不自由さを醸し出していたという。また長男夫婦と同居していたが、外食して帰ることもあったという。
1976年（昭和51年）4月、立正大学教授に着任し、後進の育成に努めた。立正大学の正規の教員としては2年弱勤めただけであるが、それまでに30年近く非常勤講師として立正大学の地理教育に携わっていた。1977年（昭和52年）の秋には嘔吐しながらも伊豆と佐渡島での巡検に同行し、佐渡から戻ってすぐ青野壽郎の勧めで桜井病院に入院し、慶應義塾大学病院へ転院して、12月31日に退院し、自宅療養に入った。病床でも原稿を執筆するために統計数値を計算していたという。
1978年（昭和53年）1月21日午前、食道癌のため東京都文京区本駒込の自宅で死去し、66歳で生涯を閉じた。長寿の多い地理学者としては早すぎる死であった。死去する当日にも立正大の大学院生を自宅に招いて指導を行っていた。当日は立正大学の大学院入試が行われており、尾留川は出席を希望していたが叶わなかった。日本地理学会会長として行った講演でその一端が示された農業地域形成の実証的研究は、未完に終わった。また中川浩一・朝倉隆太郎と共同で明治以降の地理教育史をまとめる作業も進めている途中であった。

## 人物
努力家と評され、極めて周到で緻密、自分に厳しい性格であったという。記憶力に優れ、発想力も豊かであった。思い付いたことはすぐメモしたが、手帳は持ち歩かなかったため、紙の切れ端や時には煙草の中箱にメモしていた。自身についてはあまり語りたがらない人物であった。
多趣味な人物であり、漁具・履物などの民具収集を好み、食への関心も高かった。特に日本料理を好み、「うまい」「まずい」という単純な評価はせず、食通のコメントをしていたという。梯子酒を好む酒豪であったが、晩年は酒に弱くなった。若い頃は陸上競技をしていた。
文京区本駒込、六義園前にあった自宅は秋田県にあった尾留川邸を解体・移築したものであったが、特殊な工法であったため、秋田から大工を伴っての移築となった。
学生からは尾留さんと呼ばれ、敬愛された。中川浩一の卒業論文と修士論文の指導を行い、中川の結婚式では仲人を務めている。

### 研究姿勢
田中啓爾から指導を受け、大塚の地理学、いわゆる地誌学派に属した。このためフィールドワークを重視し、地域調査の理論にも関心を払った。実体験から思考することと、先行研究をよく吟味することの双方を重視し、学生にもそのように指導した。
また小田内通敏からも大きな影響を受けており、文化生態学的なアプローチを導入した。日本国外ではカール・O・サウアーの研究に強く惹かれていた。
長年に渡り青野壽郎の側近として青野を支え、共同で『日本地誌』シリーズの編集に当たった。また中等教育向けの教科書や地図帳の執筆も共同で行い、地理教育にも大きな影響を与えた。学校図書から出版された中学校向け教科書では従来の本文を執筆してから図版を用意する体制を逆にするという提案を行い、3色刷りも採用されたことから、採択部数の急増につながった。

## 主な著作

### 著書
- 『世界の農牧業と農村生活』目黒書店　1948
- 『食糧の生産と消費』金星堂　1950　新制人文地理双書
- 『日本地理の新研究 中学社会科』文英堂 1957
- 『人文地理』学術図書出版社 1958
- 『少年少女地理 日本の国土 6　東北地方』偕成社　1963
- 『新しい世界地理 5　西ヨーロッパの国々』偕成社　1966
- 『農業地域形成の研究』二宮書店　1979
- 『砂丘の開拓と土地利用』二宮書店　1981

### 共編著
- 『小学社会科日本の地理』小山保郎共著　文英堂 1954
- 『新地理学講座 第6巻 経済地理』編　朝倉書店 1955
- 『高等地図帳』青野寿郎共著　二宮書店　1962
- 『朝倉地理学講座 第2　地理学研究法』編 朝倉書店 1966
- 『日本の文化地理 第9巻　愛知・岐阜』編 講談社 1969
- 『日本の文化地理 第4巻　茨城・栃木・群馬』編 講談社 1971
- 『現代地図帳』青野寿郎共著　二宮書店　1973
- 『日本地誌 第21巻　大分県・宮崎県・鹿児島県・沖縄県』青野寿郎と責任編集 二宮書店 1975
- 『日本地誌 第13巻　近畿地方総論・三重県・滋賀県・奈良県』青野寿郎と責任編集 二宮書店 1976
- 『沿岸集落の生態 南伊豆における沿岸集落の地理学的研究』山本正三共編著　二宮書店　1978

### 翻訳
- ヘンリー・トーマス「地理学」『科学十講 上巻』藤岡由夫監修 評論社 1950